# Miami Vice (chanson)
Pour les articles homonymes, voir Miami Vice.
Singles de Gims
Le Pire
(2018) Hola Señorita
(2019)
Pistes de Transcendance
Dans la cité
(7) Naïf
(9)
Miami Vice est une chanson de Gims parue sur Transcendance, réédition de l'album Ceinture noire.
Elle est sortie le 15 mars 2019 en tant que 11e single de Ceinture noire et le premier de sa réédition.
La chanson est largement inspirée de la chanson Self Control écrite et originellement interprétée en 1984 par Raf et reprise par Laura Branigan la même année.

## Accueil commercial
Le single s'est classé dans trois pays : la Belgique, la France et la Suisse,,.
En France, Miami Vice s'est classé durant vingt semaines dans le classement de singles (téléchargements + streaming), de mars à juillet 2019, soit cinq mois consécutifs. Il est entré directement à la 39e position, son plus haut classement. En revanche, dans le classement de ventes pures (sans streaming), le titre est entré à la 5e place, ce qui consistue son meilleur classement. Il a été certifié disque d'or par le Syndicat national de l'édition phonographique.

## Liste de titres
| 1. | Miami Vice | Maître Gims, Guy-Hervé Imboua, Steve Piccolo, Insolent, Renaud Rebillaud, Giancarlo Bigazzi, Bugatti Beatz, Raffaele Riefoli | 3:41 |

## Classements et certifications
| Classement (2019)                        | Meilleure position |
| ---------------------------------------- | ------------------ |
| Belgique (Wallonie Ultratop 50 Singles)  | 37                 |
| Belgique (Wallonie Ultratop 50 Airplay)  | 32                 |
| Belgique (Wallonie Ultratop R&B/Hip-Hop) | 9                  |
| France (SNEP)                            | 39                 |
| France (SNEP Radio)                      | 9                  |
| France (SNEP Streaming)                  | 44                 |
| France (SNEP Téléchargement)             | 5                  |
| Suisse (Schweizer Hitparade)             | 83                 |
| Suisse (Charts Romandie)                 | 9                  |

| Pays (2019)   | Certification | Seuil de ventes                  |
| ------------- | ------------- | -------------------------------- |
| France (SNEP) | Platine       | 30 millions d'équivalent streams |

## Historique de sortie
| Pays            | Date         | Format                    | Label                     |
| --------------- | ------------ | ------------------------- | ------------------------- |
| France / Divers | 15 mars 2019 | Téléchargement, streaming | Chahawat (Play Two, Sony) |